# Середньочеський кубок з футболу 1931
Середньочеський кубок 1931 (чеськ. Stredoceský Pohár 1931) — чотирндцятий розіграш футбольного кубку Середньої Чехії. Переможцем змагань після шестирічної перерви став клуб «Спарта» (Прага).

## Регламент змагань
Змагання розпочалося 26 липня і тривало до 27 вересня. У перших раундах брали участь 12 команд з дивізіону А і 4 з дивізіону Б Середньочеської ліги. Клуби елітного дивізіону чемпіонату Чехословаччини долучились до змагань починаючи з третього раунду.

## Результати матчів
ІІІ коло
- «Славія» (Прага) — СК «Височани» (Прага) — 3:2

1/2 фіналу
- «Славія» (Прага) — «Спарта» (Кладно) — 4:2
- «Спарта» (Прага) —

## Фінал
| 27 вересня 1931 |

| «Спарта» (Прага)     | 3 — 1 | «Славія» (Прага) |
| -------------------- | ----- | ---------------- |
| Брен Подразіл Гафтль | звіт  | Йоска            |

| Прага Глядачів: 26 000 Арбітр: Волкер |

«Спарта»: Йозеф Немець, Ярослав Бургр, Йозеф Чтиржокий, Ян Кноблох, Карел Пешек (к), Еріх Србек (?), Карел Подразіл, Отто Гафтль, Раймон Брен, Олдржих Неєдлий, Йозеф Сильний, тренер: Джон Дік
«Славія»: Франтішек Планічка — Ладислав Женишек, Антонін Новак — Антонін Водічка, Штефан Чамбал, Франтішек Черницький — Франтішек Юнек, Богумил Йоска, Франтішек Свобода, Антонін Пуч, Антонін Дуфек